# Martina Schnellenbach-Held
Martina Schnellenbach-Held ist eine deutsche Ingenieurin im Fachbereich des Bauingenieurwesens und Hochschullehrerin. Sie hat den Lehrstuhl für Massivbau im Fachbereich Bauwissenschaften an der Universität Duisburg-Essen inne.

## Werdegang
Während ihres Bauingenieurstudiums an der Ruhr-Universität Bochum vertiefte Schnellenbach-Held sich im konstruktiven Ingenieurbau. Im Anschluss arbeitete sie, weiterhin an der Ruhr-Universität Bochum, von 1988 bis 1992 als wissenschaftliche Mitarbeiterin am Institut für Statik und Dynamik. Während dieser Zeit schrieb sie ihre Dissertation mit dem Thema Wissensbasierte Integration und Steuerung computergestützter Entwurfsprozesse im Stahlbetonbau, welche sie im Jahre 1991 beendete.
Im Anschluss war Schnellenbach-Held bis 1997 bei der Philipp Holzmann AG in der Hauptniederlassung in Düsseldorf tätig. Ihre Tätigkeitsbereiche lagen in der Tragwerksplanung im Hoch- und Ingenieurbau, im Bereich der Projekt- und Gruppenleitung im Technischen Büro. Ihr oblag darüber hinaus die Rohbau-Bauleitung der Baustelle Arena im Zentrum von Oberhausen.
1997 folgte sie einem Ruf als Hochschullehrerin für Massivbau an die Technische Universität Darmstadt, 2004 wechselte sie als Professorin für Massivbau an die Universität Duisburg-Essen. Im Jahr 2003 lehnte sie ein Angebot ab, als Professorin an die Technische Universität Berlin zu gehen. Sie war daneben unter anderem mit der Evaluation der Bundesanstalt für Materialforschung und -prüfung (BAM) im Auftrag des Wissenschaftsrates befasst.

## Forschungsschwerpunkte
Schnellenbach-Helds Forschungsschwerpunkte liegen auf dem Trag- und Verformungsverhalten von Beton, Stahl- und Spannbeton, wo sie der Fragestellung zur Entwicklung und Optimierung solcher Bauteile nachgeht. Überdies beschäftigt sie sich mit dem Bauen im Bestand, um die Eingriffe in die Tragfähigkeit und die Gebrauchstauglichkeit der Tragwerke zu verstehen, und mit leichten Massivbaukonstruktionen, dort vor allem mit der Entwicklung von Hochleistungsaerogelbeton. Zwei weitere Schwerpunkte sind intelligente Bauwerke und die damit verbundene Entwicklung innovativer Technologien zur Anwendung im Brückenbau sowie Smart Engineering.
Viele ihrer Publikationen befassen sich mit Hochleistungsaerogelbeton und dessen Parametern. Neben dem Festigkeitsverhalten, der Optimierung und dem Tragverhalten beschäftigt sich Martina Schnellenbach-Held ebenso mit der Wärmedurchgangsberechnung des Betons. Der Beton wurde am Institut für Massivbau der Universität Duisburg-Essen in Kooperation mit dem Institut für Werkstoff-Forschung des Deutschen Zentrums für Luft- und Raumfahrt erforscht. Hergestellt wird er durch Einbettung von Quarzglas-Aerogelgranulat in UHPC-Matratzen. Das Innovative am Baustoff ist die Erfüllung der Energieeinsparverordnung bei schon verhältnismäßig geringen Bauteildicken.
Im Projekt Concrete Hardening untersuchte im Jahr 2021 der deutsche ESA-Astronaut Matthias Maurer auf der ISS, wie verschiedene Betonmischungen in Schwerelosigkeit aushärten. Das Forschungsprojekt unter Mitwirkung von Schnellenbach-Held prüft „Beton als Baustoff für Habitate bei Mond- und Mars-Missionen“.

## Gremien und Mitgliedschaften (Auswahl)
- seit 1992 Internationale Vereinigung für Brücken- und Hochbau, 2002–2011 stellvertretende Delegierte im ständigen Ausschuss
- 1993–1996 Deutscher Ausschuss für Stahlbeton, Teil 3: Konstruktion und Bauausführung, Thema: Betonbau beim Umgang mit wassergefährdenden Stoffen
- 1998–2011 DIN 1045-1: Bemessung von Bauteilen aus Leichtbeton
- seit 1999 Mitglied im Deutschen Ausschuss für Stahlbeton (DAfStb)
- seit 2001 Sachverständigenausschuss des Deutschen Instituts für Bautechnik (DIBt) im Fachbereich Verstärken von Betonbauteilen
- 2001 Arbeitskreis für konstruktiven Leichtbeton, Fachvereinigung Deutscher Betonfertigteilbau e. V.
- 2001–2013 Working Commission 6: Information Technology, IVBH (IABSE), Stellvertretende Vorsitzende: 2005–2009, Vorsitzende: 2009–2013
- ab 2002 EG-ICE (European Group for Intelligent Computing in Engineering), 2002–2004: Stellvertretender Vorsitz, 2004–2006 Vorsitzende
- seit 2004 Deutscher Beton- und Bautechnik-Verein e. V.
- seit 2006 Arbeitskreis Bauinformatik

## Publikationen (Auswahl)

### Monografien
- mit Stefan Ehmann, Carina Neff: Untersuchung des Trag- und Verformungsverhaltens von Stahlbetonbalken mit großen Öffnungen. Beuth Verlag, Berlin, Wien, Zürich 2007, ISBN 978-3-410-65766-8.
- mit Alexander Roßnagel, Oliver Geibig: Rechtssichere agentenbasierte Vergabeverfahren. Am Beispiel von Vergabeverfahren für Bauleistungen. Reihe: Der elektronische Rechtsverkehr. Band 15. Nomos Verlag, Baden-Baden 2007, ISBN 978-3-8329-2720-2.
- mit Michael Peeters, Frank Scherbaum: Sachstand Verstärkungsverfahren – Verstärken von Betonbrücken im Bestand. Schriftenreihe: Berichte der Bundesanstalt für Straßenwesen. Brücken- und Ingenieurbau. Heft B 75. Carl-Schünemann-Verlag, Bremen und Bergisch Gladbach 2010, ISBN 978-3-86918-078-6, (PDF; 0,72 MB).
- mit Hans-Georg Winter: Erfassung der Ausführungsqualität von Stahlbeton- und Spannbetonbrücken an Bundesstraßen. Schriftenreihe: Forschung Straßenbau und Straßenverkehrstechnik. Bundesministerium für Verkehr, Bau und Stadtentwicklung (Hrsg.), Heft 1058. Carl Schünemann Verlag, Bremen 2011, ISBN 978-3-86918-137-0.
- mit Abdalla Fakhuri, Daniel Steiner, Oliver Kühn: Adaptive Spannbetonstruktur mit lernfähigem Fuzzy-Regelungssystem. Schriftenreihe: Berichte der Bundesanstalt für Straßenwesen. Brücken- und Ingenieurbau. Heft B 101. Carl Schünemann Verlag, Bremen und Bergisch Gladbach 2014, ISBN 978-3-95606-084-7, (PDF; 29,6 MB).
- mit Björn Karczewski, Oliver Kühn: Intelligente Brücke – Machbarkeitsstudie für ein System zur Informationsbereitstellung und ganzheitlichen Bewertung in Echtzeit für Brückenbauwerke. Schriftenreihe: Berichte der Bundesanstalt für Straßenwesen. Brücken- und Ingenieurbau. Heft B 105. Carl Schünemann Verlag, Bremen und Bergisch Gladbach 2014, ISBN 978-3-95606-090-8, (PDF; 9,6 MB).

### Fachartikel
- mit Markus Hartmann: Knowledge Based Systems in Distributed Desgin Environments. International Conference on Computing in Civil and Building Engineering – ICCCBE 10,  2004. Weimar 2004, doi:10.25643/bauhaus-universitaet.210.
- mit Melanie Prager: Mikrobewehrter Ultrahochleistungsbeton. Trag- und Verformungsverhalten. In: Beton- und Stahlbetonbau. Band 106, Heft 11, November 2011, doi:10.1002/best.201100030, S. 770–778.
- mit Jan-Eric Habersaat: Bionic Optimization of Concrete Structures by Evolutionary Algorithms. In: Structural Engineering International. Band 24, Heft 2, Mai 2014, doi:10.2749/101686614x13830790993564, S. 229–235.
- mit Ragna Kepplin, Markus Held: Building Information Modeling – Umsetzung in der Tragwerksplanung. In: Bautechnik. Band 94, Heft 4, April 2017, doi:10.1002/bate.201700003, S. 220–226.
- mit Marcel Rhau, Torsten Welsch: Einfluss der thermischen Behandlung auf die Festigkeiten von feinkörnigem ultrahochfestem Beton (UHPC/RPC). In: Beton- und Stahlbetonbau. Band 113, Heft 7, Juli 2018, doi:10.1002/best.201800006, S. 535–542.